# Literatura hetycka

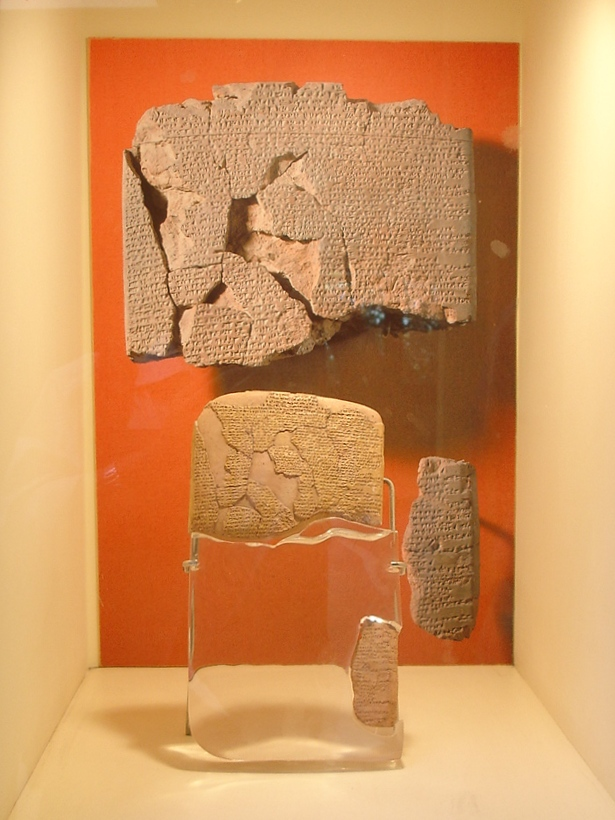
Traktat między królem hetyckim Hattusilim III a Ramzesem II, okres nowohetycki

Literatura hetycka – literatura rozwijająca się od XVII do XII wieku p.n.e. w państwie hetyckim.
Dzieli się na literaturę starohetycką, od XVII do XIV w. p.n.e. i literaturę nowohetycką rozwijającą się do XII wieku p.n.e., kiedy tradycja piśmiennicza Hetytów urywa się wraz z upadkiem państwa hetyckiego.
Hetyci używali własnej wersji mezopotamskiego pisma klinowego. Dzięki stosowaniu glinianych tabliczek do utrwalania tekstu, zachowało się stosunkowo dużo zabytków kultury piśmienniczej Hetytów. Literatura hetycka rozwijała się pod wpływem Hurytów, którzy oprócz własnych tradycji przenieśli do Anatolii dorobek literatury sumero-akadyjskiej. Podobnie jak w Mezopotamii, literatura hetycka zgrupowana jest w cykle. Najważniejszym jest cykl mitów o Kumarbim, bogu który siłą przejmuje władzę od boga Anu, któremu wcześniej służył i pomagał w obaleniu boga Alalu. Kolejny mit z tego cyklu, Mit o Ullikummi opowiada o późniejszej walce Kumarbi o odzyskanie utraconej władzy z pomocą potwora Ullikummi, skały o ludzkich kształtach. 
W zachowanym materiale źródłowym jest wiele tabliczek z tekstami historycznymi, prawniczymi, poezją, tekstami religijnymi, czy korespondencja dyplomatyczna (listy Milawata - listy króla hetyckiego do swojego wasala w zachodniej Anatolii). Zachowało się dużo tekstów magicznych i wróżbiarskich, a także praktycznych, jak traktat Kikkulego radzący jak dbać o konie.